# Lampantar
Lampantar (en népalais : लाम्पानटार) est un comité de développement villageois du Népal situé dans le district de Sindhuli. Au recensement de 2011, il comptait 5 942 habitants.